# Михаил IV Асен
Вижте пояснителната страница за други личности с името Михаил Асен.
Михаил Асен IV е първородният син на цар Иван Александър (упр. 1331 – 1371) от брака му с Теодора Басараб, дъщеря на българския войвода Иванко I Басараб († 1352).

## Биография
Роден е през 1323 или 1324 г. в Ловеч от брака на деспот Иван Александър и Теодора Басараб, дъщеря на влашкия войвода Иванко Басараб. През 1331 г. баща му е обявен за цар на България и като негов първороден син Михаил Асен е наследник на трона в Търново. Престолонаследникът e гордостта на царското семейство, надарен „с всички добродетели“. Между 1332 и 1336 г. Иван Александър обявява сина си за цар и го провъзгласява за свой съвладетел (съцар).
Анонимната българска хроника от XV век съобщава за голямо сражение между войската на Михаил Асен и османците в околностите на Средец, при което младият цар е убит от нашествениците, а българите търпят тежки загуби. През 1354 – 1355 османците нахлуват в пределите на България в посока към Пловдив и Средец. Както пише в хрониката:
| „ | ...българите отново се събраха под водачеството на Михаила, синът на Александра. И настана голям бой; и убиха турците Михаила и погина голямо множество българи | “ |

 Тези редове показват, че българската войска пресреща нашествениците някъде около днешна София; разразява се жестока, кръвопролитна битка, в която младият цар загива заедно с много от войниците си, но нашествието е отбито. Вероятно загубите на османците също са немалки, тъй като следващата атака срещу България е чак през 1370 г. 
Героичната смърт на цар Михаил намира отглас в народни песни от Софийско, в които се говори за „Михаил Василич, загинал със смъртта на храбрите“.

## Семейство
По бащина линия е от рода Срацимировци, клон на Шишмановци, и е потомък на българските царски династии Асеневци и Тертеровци, а по майчина линия е от влашкия род Басараб.
През 1336 г. Михаил Асен се жени за византийската принцеса Ирина Палеологина (1327 – след 1356), дъщеря на император Андроник III Палеолог и на италианската принцеса Анна Савойска.
Бракът им е едно от условията на мирния договор между цар Иван Александър и император Андроник сключен през 1332 г. след победоносната за българите битка при Русокастро. Поради възрастта на двамата младоженци сватбата е отложена за по-късно и се провежда през пролетта на 1336 г. край Адрианопол. В чест на мира между двете държави Мария получава името Ирина („мир“).
Смята се, че бракът е бездетен. Известно е, че Ирина Палеологина се връща във Византия след смъртта на Михаил Асен в края на 1355 или началото на 1356 г.

### Цитирана литература
- Андреев, Йордан; Лазаров, Иван; Павлов, Пламен (1994). Кой кой е в средновековна България. София: „Просвета“. ISBN 954-01-0476-9
- Божилов, Иван (1994). Фамилията на Асеневци (1186 – 1460). София: Издателство на БАН „Марин Дринов“. ISBN 954-430-264-6
- Д-р Иво Георгиев.  Cuvioasa Teofana Basarab- Sfănta Țarină- 2024г. издателство "Cuget românesc" ISBN 978-606-93386-3-6.